# Terenura maculata
El tiluchí enano (en Argentina y Paraguay) (Terenura maculata), o batará enano (en Argentina), es una especie de ave paseriforme de la familia Thamnophilidae, una de las dos pertenecientes al género Terenura. Es nativo de la Mata Atlántica del centro sureste de Sudamérica.

## Distribución y hábitat
Se distribuye en el sureste de Brasil (región litoraleña) desde el sureste de Bahía hacia el sur hasta Santa Catarina, y hacia el interior, localmente en el sur de Minas Gerais, São Paulo y Paraná), este de Paraguay (Canindeyú al sur hasta Caazapá) y extremo noreste de Argentina (Misiones).
Esta especie es bastante común en el dosel y en los bordes de selvas húmedas montanas tropicales y subtropicales, hasta los 1100 m de altitud.

## Sistemática

### Descripción original
La especie T. maculata fue descrita por primera vez por el naturalista alemán Maximilian zu Wied-Neuwied en 1831 bajo el nombre científico Myiothera maculata; localidad tipo «sin localidad = Río de Janeiro, Brasil».

### Etimología
El nombre genérico femenino «Terenura» proviene del griego «terenos»: suave y «oura»: cola; significando «de cola suave»; y el nombre de la especie «maculata», proviene del latín «maculatus»: punteada, manchada.

### Taxonomía
Es pariente próxima a Terenura sicki de quien es considerada especie hermana. Son necesarios más estudios de características moleculares, vocales y otras que las puedan diferenciar. Es monotípica.